# Лавуан (коммуна)
Лавуа́н (фр. Lavoine) — коммуна во Франции, находится в регионе Овернь. Департамент коммуны — Алье. Входит в состав кантона Ле-Мейе-де-Монтань. Округ коммуны — Виши.
Код INSEE коммуны — 03141.

## Население
Население коммуны на 2008 год составляло 151 человек.
| 1962 | 1968 | 1975 | 1982 | 1990 | 1999 | 2008 |
| ---- | ---- | ---- | ---- | ---- | ---- | ---- |
| 304  | 333  | 299  | 265  | 218  | 173  | 151  |

## Экономика
В 2007 году среди 84 человек в трудоспособном возрасте (15—64 лет) 65 были экономически активными, 19 — неактивными (показатель активности — 77,4 %, в 1999 году было 61,5 %). Из 65 активных работали 64 человека (41 мужчина и 23 женщины), безработным был 1 мужчина. Среди 19 неактивных 4 человека были учениками или студентами, 9 — пенсионерами, 6 были неактивны по другим причинам.